# Aphis leonulii
Aphis leonulii är en insektsart. Aphis leonulii ingår i släktet Aphis och familjen långrörsbladlöss. Inga underarter finns listade i Catalogue of Life.